# Saravah
Les éditions Saravah ont été créées en 1965 par l'acteur et auteur-compositeur-interprète Pierre Barouh. 

## Histoire
Elles ne sont pas nées du succès du film Un homme et une femme, mais de « son insuccès supposé ». Faute de moyens, Claude Lelouch dut interrompre le tournage. Pierre Barouh, qui jouait dans le film et avait composé des chansons, sollicita des éditeurs dans l'espoir d'obtenir une avance permettant de reprendre le tournage. Essuyant divers refus, Pierre Barouh se décida envers et contre tout à créer Saravah pour éditer les chansons du film. À la vue de quelques prises de vues, un distributeur canadien finança finalement la reprise du tournage. Six mois plus tard, le film obtint la Palme d'or à Cannes, et l'Oscar du meilleur film étranger à Hollywood. 
Pierre Barouh a toujours été disponible à la reconnaissance du « talent des autres »[pas clair], alors que l'expression world music n'était pas encore apparue.
À l'image des goûts variés de Pierre Barouh, et de la multiplicité de ses rencontres, Saravah a aussi bien produit de la chanson française, du jazz, du rock, que de la musique expérimentale. Un album du lettriste Maurice Lemaitre a même été produit.
Saravah a produit dans les années 1970 les premiers disques de world music, bien avant l'apparition de cette expression, de Naná Vasconcelos et Pierre Akendengue.
Son slogan reflète l'esprit libertaire qui souffle sur l'époque de sa création : « Il y a des années où l'on a envie de ne rien faire,. »
Saravah est distribué au Japon, ce qui lui a permis d'avoir des succès discographiques dans ce pays et de produire de nombreux artistes japonais, dont la fille de Pierre Barouh, Maïa Barouh.

## Chanteurs
C'est le label qui a permis à Alfred Sanvi Panou, Jacques Higelin, Brigitte Fontaine, Areski Belkacem, Pierre Akendengue, entre autres, de créer en toute liberté. Allain  Leprest et Richard Galliano ont collaboré pour un album célèbre, Voce a mano.
Saravah a produit des disques des chanteurs : Allain Leprest, Claire Elzière, David McNeil, Eric Guilleton, Françoise Kucheida, Gérard Pierron, Jack Treese, Jean-Roger Caussimon, Mahjun, Maurane, Pierre Louki, Véronique Balmont, Gérard Ansaloni, Bia Krieger.
En jazz, on trouve : Barney Wilen, Daniel Mille, Maurice Vander, Jean-Pierre Mas, Michel Graillier, René Urtreger, et les cinq premiers albums européens de Steve Lacy.
La maison a connu un renouveau à partir des années 1990, avec des disques de Cathrin Pfeifer, Élisa Point, Dragibus, Mami Chan, Fred Poulet, Jacopo Andreini, Thollem McDonas, Big Mini, Étienne Brunet, Thierry Le Coq et Virginie Seghers.

## Nom
Une des premières chansons de Pierre Barouh est Samba Saravah (1966), adaptée de Samba Da Bençao de Vinicius de Moraes sur une musique (1963) de Baden Powell. 
L'expression saravah serait d'origine africaine et signifie le salut, la bénédiction.